# Њу Ривер (Аризона)
Њу Ривер (енгл. New River) насељено је место без административног статуса у америчкој савезној држави Аризона.

## Демографија
По попису из 2010. године број становника је 14.952, што је 4.212 (39,2%) становника више него 2000. године.
| Група             | 2000.         | 2010.          |
| Белци             | 9.932 (92,5%) | 13.468 (90,1%) |
| Афроамериканци    | 45 (0,4%)     | 82 (0,5%)      |
| Азијати           | 49 (0,5%)     | 145 (1,0%)     |
| Хиспаноамериканци | 521 (4,9%)    | 991 (6,6%)     |
| Укупно            | 10.740        | 14.952         |